# Alpheus bellulus
Alpheus bellulus ist ein Knallkrebs aus den Korallenriffen des zentralen, tropischen Indopazifik. Er kommt an den Küsten Indonesiens, der Philippinen, Neuguineas, Thailands, Sri Lankas, Südchinas und Südjapans vor. Wahrscheinlich lebt er auch bei den Seychellen und an der Nordküste Australiens.

## Merkmale
Alpheus bellulus erreicht eine maximale Körperlänge von vier bis fünf Zentimetern. Carapax, Abdomen und Laufbeine sind weißlich und mit einem Tigermuster von braunen bis dunkelvioletten Streifen versehen. Die Scheren tragen ein breites, braunes bis dunkelviolettes Band, die Scherenspitzen sind weißlich. Wie andere Knallkrebse ist Alpheus bellulus in der Lage, mit einer der beiden Scheren einen Wasserstrahl und ein lautes Geräusch zu erzeugen, indem er den Dactylus, das bewegliche Scherenglied, plötzlich gegen den Propodus, das unbewegliche Scherenglied, schnellen lässt.

## Lebensweise
Alpheus bellulus lebt sehr versteckt in selbst gegrabenen Höhlen oder in natürlichen Gängen und Spalten im Riff. Wie viele anderen Arten der Gattung Alpheus lebt er in Symbiose mit Wächtergrundeln. Symbiosepartner sind u. a. Amblyeleotris guttata, A. japonica, A. latifasciata, A. steinitzi, Cryptocentrus cinctus, Ctenogobiops feroculus und Stonogobiops xanthorhinica.